# 拉塔基亚国际机场
35°24′04″N 35°56′55″E / 35.40111°N 35.94861°E

拉塔基亚国际机场（阿拉伯文：‎）是叙利亚最大港口城市拉塔基亚的国际机场，復興黨政權時期为了纪念因车祸身亡的该国前总统哈菲兹·阿萨德的长子、巴沙尔·阿萨德的长兄巴塞勒·阿萨德而改名巴塞勒·阿萨德国际机场（阿拉伯语：‎）。

## 航空公司及航点
- 阿拉比亚航空（沙迦）
- 萨玛航空（吉达、利雅得）
- 叙利亚阿拉伯航空（开罗、大马士革）